# 라제시 칸나
라제시 칸나(Rajesh Khanna, 1942년 6월 2일 ~ 2012년 7월 18일)는 인도의 배우이다.

## 출연 작품
- 신상 (1971)